# Tomasz Oleksy
 (janvier 2024).
Si vous disposez d'ouvrages ou d'articles de référence ou si vous connaissez des sites web de qualité traitant du thème abordé ici, merci de compléter l'article en donnant les références utiles à sa vérifiabilité et en les liant à la section « Notes et références ».
Tomasz Oleksy, né en 1976 à Tarnów, en Pologne, est un grimpeur polonais.

## Palmarès

### Championnats du monde
- 2003 à Chamonix,  France
  -  Médaille de bronze en bloc
- 2001 à Winterthour,  Suisse
  -  Médaille de bronze en vitesse

### Championnats d'Europe
- 1998 à Nuremberg,  Allemagne
  -  Médaille d'or en vitesse